# One Crimson Night
Zasugerowano, aby zintegrować ten artykuł z artykułem One Crimson Night (DVD). Nie opisano powodu propozycji integracji.
One Crimson Night – pierwszy oficjalny koncertowy album grupy Hammerfall, wydany 20 października 2003 przez Nuclear Blast.
Utwory (poza trzema ostatnimi z drugiej płyty) zarejestrowano podczas koncertu w Göteborg, Szwecja, 20 lutego 2003.

## Lista utworów

### CD 1
1. "Lore of the Arcane" – 01:44
2. "Riders of the Storm" – 04:54
3. "Heeding the Call" – 05:00
4. "Stone Cold" – 07:11
5. "Hero's Return" – 04:37
6. "Legacy of Kings" – 04:46
7. "Bass Solo" (Magnus Rosén) – 03:37
8. "At the End of the Rainbow" – 04:34
9. "The Way of the Warrior" – 04:03
10. "The Unforgiving Blade" – 03:49
11. "Glory to the Brave" – 06:35
12. "Guitar Solo" (Stefan Elmgren) – 02:43
13. "Let the Hammer Fall" – 05:51

### CD 2
1. "Renegade" – 03:54
2. "Steel Meets Steel" – 04:37
3. "Crimson Thunder" – 07:30
4. "Templars of Steel" – 06:10
5. "Hearts on Fire" – 04:03
6. "Hammerfall" – 08:24
7. "The Dragon Lies Bleeding" – 05:07 (zarejestrowany podczas koncertu w Guadalajarze, Meksyk, 23 maja 2003)
8. "Stronger Than All" – 04:29 (zarejestrowany podczas koncertu w Santiago, Chile, 15 maja 2003)
9. "A Legend Reborn" – 05:10 (zarejestrowany podczas koncertu w Guadalajarze, Meksyk, 23 maja 2003)

## Twórcy
- Joacim Cans – śpiew
- Oscar Dronjak – gitara, śpiew
- Stefan Elmgren – gitara, śpiew
- Magnus Rosén – gitara basowa
- Anders Johansson – instrumenty perkusyjne

## Pozycje na listach
| Lista  | Kraj    | Pozycja |
| ------ | ------- | ------- |
| Top 60 | Szwecja | 15      |